# Килимова акула
Килимова акула (Orectolobus) — рід акул родини Килимові акули. Має 10 видів.

## Опис
Загальна довжина представників цього роду коливається від 52 до 360 см. Голова широка. Морда округла. Біля кінчика морди розташовані шкіряні вирості — характерна «борода». Очі маленькі, розташовані на верхній частині голови. За ними розташовані розвинені бризкальця. Ніздрі помірного розміру. Ніздреві вусики нерозгалужені. Рот доволі широкий. Зуби гострі, дрібні, з багатьма верхівками. У них 5 пар зябрових щілин. Тулуб масивний, сплощений зверху, статура кремезна. На голові та спині переважно присутні бородавки-бугорки. Грудні та черевні плавці розвинені, широкі. Мають 2 спинних плавця, що розташовані за черевними плавцями, у хвостовій частині. Анальний плавець невеличкий. Хвостовий плавець невеликий, гетероцеркальний.
Забарвлення спини здебільшого коричневого, жовтуватого або бежевого кольорів з різними відтінками. Між собою види цього роду різняться завдяки своїм візерункам, що складаються з плям різної форми і розміру, які мають чорний, сірувато-блакитний, коричневий колір із різною облямівкою. У низки видів присутні смуги різного розміру. Черево світліше за спину або білувате. Плавці частіше більш світлі за загальний фон, по яким розвідані темні цяточки або крапочки.

## Спосіб життя
Тримаються на мілині, до 200 м. Віддають перевагу піщаним і піщано-мулистим ґрунтам, зустрічаються біля кам'янистих, скелястих коралових ділянок дна з водяною рослинністю. Ці акули одинаки. Вдень ховаються в природних укриттях. Активні вночі або в присмерку. Живляться ракоподібними, головоногими молюсками, костистими рибами, невеличкими акулами, морськими червами. Полюють із засідки, кидаючись на здобич або втягують її за допомогою щічного насосу.
Це яйцеживородні акули. Самиці народжують від 10 до 37 акуленят.
Здатні нанести травми людині різного ступеню важкості.

## Розповсюдження
Мешкають біля берегів Великих Зондських островів (Індонезія), Австралії, о. Нова Гвінея, Японії, Тайваня, Філіппін, Китаю, Росії (Приморський край).

## Види
- Orectolobus floridus Last & Chidlow, 2008
- Orectolobus halei Whitley, 1940
- Orectolobus hutchinsi Last, Chidlow & Compagno, 2006
- Orectolobus japonicus Regan, 1906
- Orectolobus leptolineatus Last, Pogonoski & W. T. White, 2010
- Orectolobus maculatus (Bonnaterre, 1788)
- Orectolobus ornatus (De Vis, 1883)
- Orectolobus parvimaculatus Last & Chidlow, 2008
- Orectolobus reticulatus Last, Pogonoski & W. T. White, 2008
- Orectolobus wardi Whitley, 1939